# Radek (imię)
Radek to męskie chrześcijańskie imię słowiańskiego pochodzenia. Na świecie występuje jako samodzielne imię pełne lub zdrobnienie imion takich jak m.in. Radosław, Radomir, Radowan, Ctirad.
Jako imię pełne, samodzielnie funkcjonujące, najwięcej nadań tego imienia jest odnotowane w Czechach (imieniny 21 marca). W roku 1974 było na 8 miejscu najczęściej nadawanych imion, obecnie jest na pozycji 47.

## Znane osoby
- Radek Sali – australijski biznesmen, dyrektor generalny marki Swisse
- Radek Štěpánek – czeski tenisista
- Radek Jonak – australijski aktor
- Radek John – czeski publicysta, autor i pisarz
- Radek Dvorak – profesjonalny hokeista NHL
- Radek Bonk, profesjonalny hokeista NHL
- Radek Bejbl – czeski piłkarz
- Radek Dosoudil – czeski piłkarz
- Radek Malý – czeski poeta, publicysta i tłumacz
- Radek Pilař – czeski malarz
- Radek Tomášek – czeska piosenkarka
- Radek Holub – czeski aktor
- Radek Hrdlička – czeski aktor
- Radosław Sikorski – polski minister spraw zagranicznych
- Radovan Krejčíř – czeski przedsiębiorca
- Radovan Lipus – czeski reżyser
- Radovan Lukavský – czeski aktor teatralny i pedagog
- Radovan Myslík – czeski dj i prezenter
- Radovan Karadžić – bośniacki polityk
- Radovan Zogović – jugosłowiański poeta
- Radovan Jelašić – serbski ekonomista
- Radan Dolejš – czeski polityk
- Radosław Látal – czeski piłkarz
- Radosław Kováč – czeski piłkarz
- Radosław Zabavník – słowacki piłkarz
- Radosław Židek – słowacki snowboardzista
- Radosław Brzobohatý – czeski aktor

## Postacie fikcyjne
- Radek Zelenka, postać z "Gwiezdne Wrota: Atlantyda